# Migi
Migi (dodatkowa nazwa w j. kaszub. Mëdżi) – wieś w Polsce na Pojezierzu Kaszubskim położona w województwie pomorskim, w powiecie kartuskim, w gminie Sierakowice. 
Kolonia jest częścią składową sołectwa Pałubice. 
W latach 1975–1998 miejscowość administracyjnie należała do województwa gdańskiego.
Przed 2023 r. miejscowość była kolonią.

## Z kart historii
Od końca I wojny światowej wieś znajdowała się w granicach Polski (powiat kartuski). Do 1918 roku obowiązującą nazwą niemieckiej administracji dla Migów było Miggi. Podczas okupacji niemieckiej w 1942 r. nazwa Miggi została przez nazistowskich propagandystów niemieckich (w ramach szerokiej akcji odkaszubiania i odpolszczania nazw niemieckiego lebensraumu) zweryfikowana jako zbyt kaszubska i przemianowana na nowo wymyśloną i bardziej niemiecką - Muggen.